# Oldsmobile Model A
La Model A è un'autovettura prodotta dall'Oldsmobile nel 1907. Sostituì la Model S e montava lo stesso motore della Model H.

## Storia
La Model A era equipaggiata con un motore a quattro cilindri in linea da 4.948 cm³ di cilindrata che erogava 35-40 CV di potenza e che era raffreddato ad acqua.
Il propulsore era anteriore, mentre la trazione era posteriore. Il moto alle ruote posteriori era trasmesso tramite un albero di trasmissione. Il cambio era a tre rapporti con leva collocata a destra del guidatore. Il freno a pedale agiva sull'albero motore, mentre il freno di stazionamento operava tramite tamburo sulle ruote posteriori.
La vettura era disponibile con due tipi di carrozzeria, torpedo quattro porte e berlina due porte. I fanali erano ad acetilene. L'equipaggiamento comprendeva il posacenere.
La versione torpedo era disponibile in colore grigio, rosso o verde, mentre la berlina era offerta con carrozzeria verde scuro o nero.